# Parafia Matki Bożej Częstochowskiej w Myczkowcach
Parafia Matki Bożej Częstochowskiej Myczkowcach − parafia rzymskokatolicka, znajdująca się w archidiecezji przemyskiej, w dekanacie Solina.

## Historia
W 1376 roku pojawiła się pierwsza wzmianka o Myczkowcach. W latach 1910–1912 grekokatolicy zbudowali murowaną cerkiew św. Jerzego, która w 1913 roku została poświęcona. Po II wojnie światowej w cerkwi urządzono magazyn zbożowy. W 1957 roku cerkiew została zaadaptowana na kościół filialny, który w 1963 roku poświęcił bp Stanisław Jakiel. 
18 czerwca 1979 roku dekretem bpa Ignacego Tokarczuka została erygowana parafia pw. Matki Bożej Częstochowskiej, z wydzielonego terytorium parafii Uherce Mineralne.
Na terenie parafii jest 632 wiernych (w tym: Myczkowce – 430, Zwierzyń – 202).
Proboszczowie parafii:
1979–1989. ks. Stanisław Wacnik.
1989–1999. ks. prał. Mieczysław Bąk.
1999–2004. ks. prał. Tadeusz Bernat.
2004–2011. ks. Mirosław Augustyn.
2011–2012. ks. Wiesław Marecki.
2012–2020. ks. Krzysztof Sobiecki.
2020– nadal ks. Paweł Pernal.

## Kościół filialny
W 1971 roku w Zwierzyńiu zaadaptowano dawną cerkiew na kościół filialny pw. św. Jana Chrzciciela.
W 1994 roku przy cudownym źródełku Tadeusz Łukacz zbudował grotę Matki Bożej Fatimskiej, która 24 września 1995 roku została poświęcona przez bpa Edwarda Frankowskiego. Następnie Tadeusz Łukacz zbudował stacje drogi krzyżowej, którą w maju 2009 roku poświęcił bp Adam Szal.

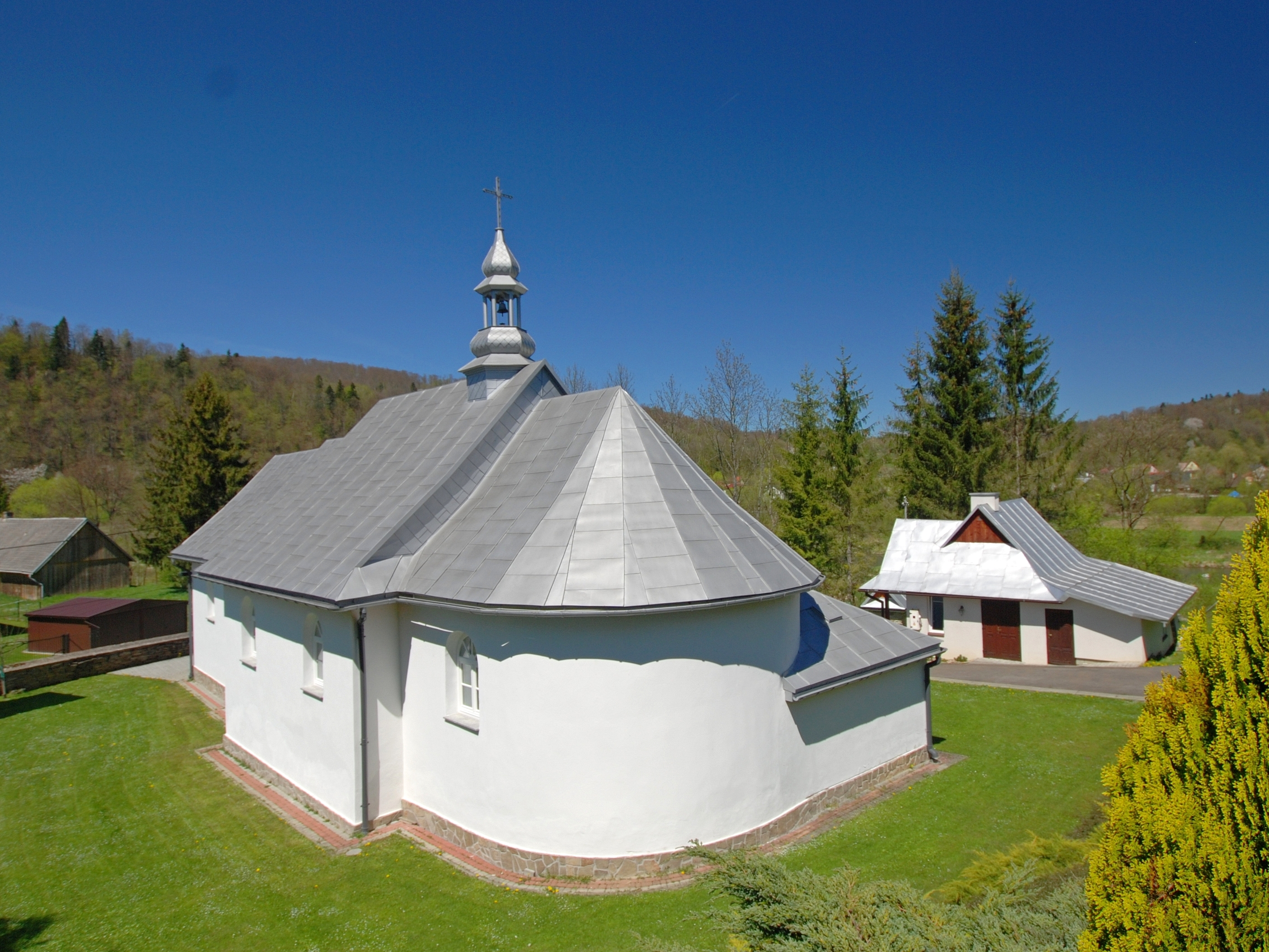
Kościół filialny w dawnej cerkwi w Zwierzyniu
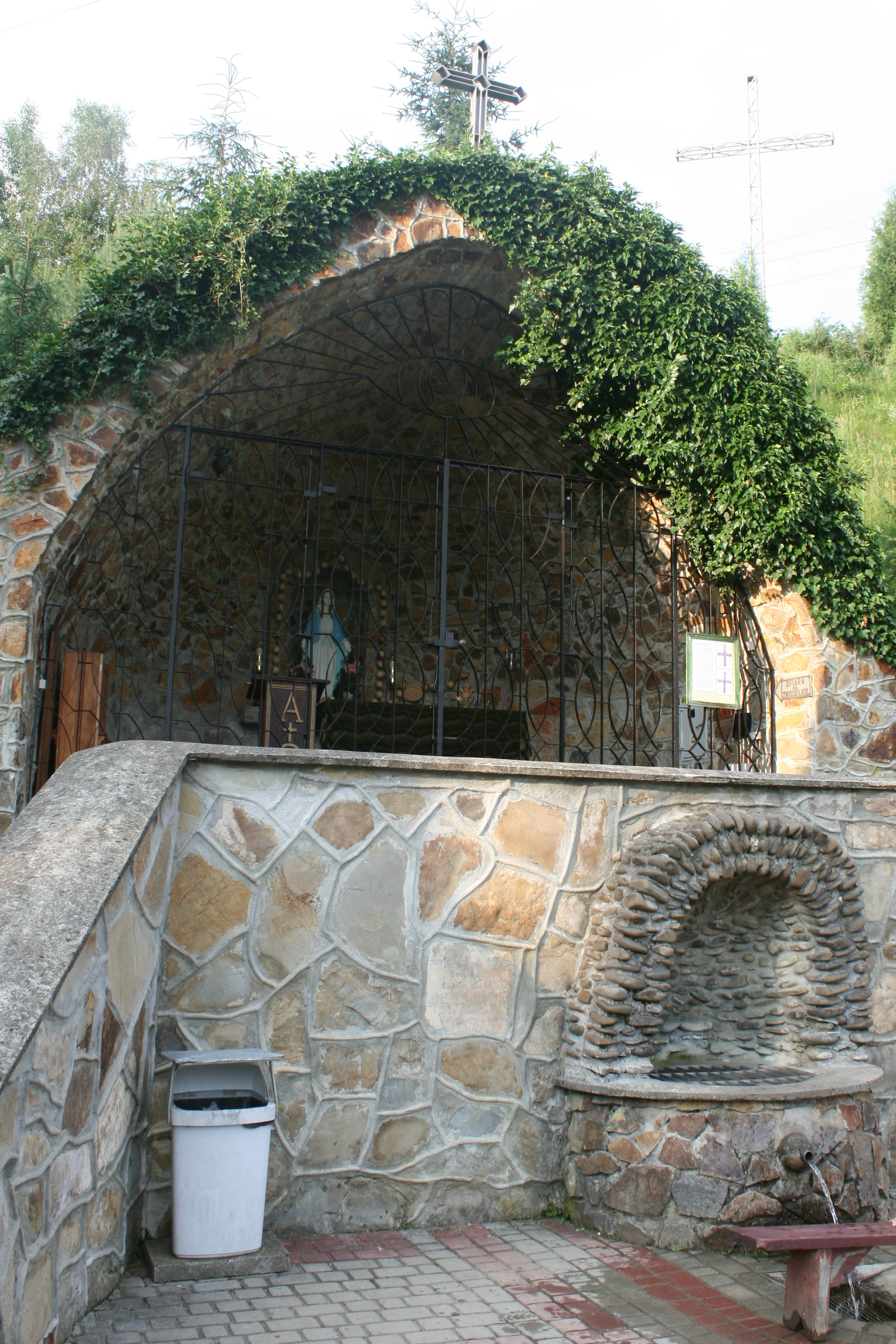
Grota Matki Bożej Fatimskiej przy cudownym źródełku w Zwierzyniu